# آبلیمو

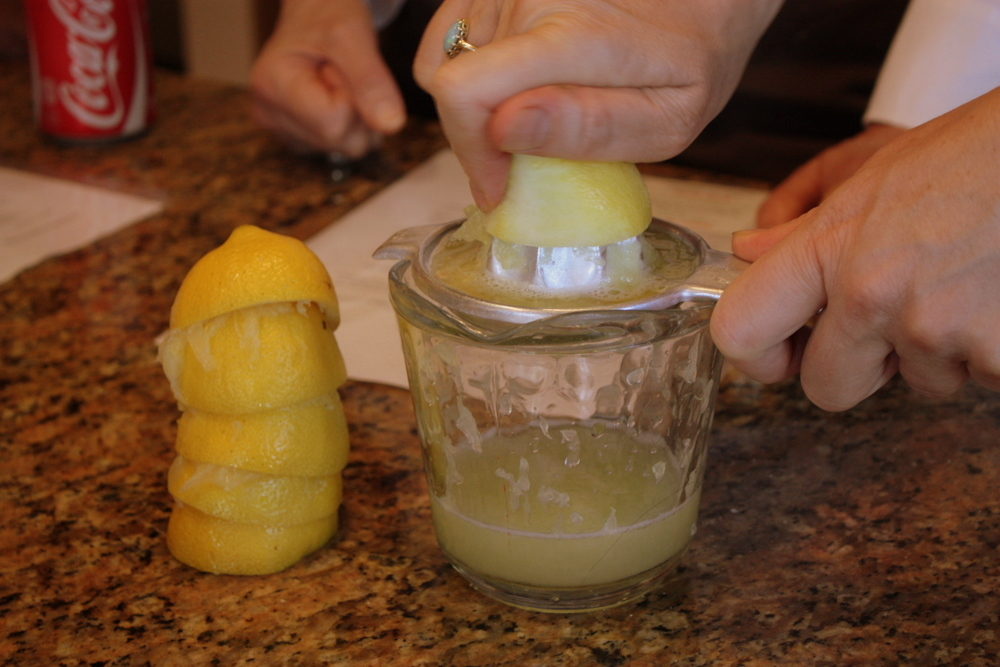
آبلیمو

آبلیمو عصاره ای است که از لیمو می‌گیرند. هر صد گرم آبلیمو به‌طور متوسط ۵۲ میلی‌گرم (یا ۳۹ میلی‌گرم) ویتامین سی دارد که برای بدن حیاتی است. جوان سازی پوست، بهبود هضم غذا، ضد عفونت، کمک به کاهش وزن، کاهش قند خون، کاهش بیماری‌های قلبی، جلوگیری از سرطان و کاهش التهاب از جمله فایده‌های آبلیمو عنوان شده‌است. همچنین آبلیمو را در درمان ۲۲۰ بیماری، مؤثر دانسته‌اند.